# Quercus lamellosa
Quercus lamellosa (synoniem: Cyclobalanopsis lamellosa) is een eikensoort die van nature groeit in de gebergtes van het noorden van het Oriëntaals gebied: van de Nepalese Himalaya in het westen tot de gebergtes van Zuidwest-China en het noorden van Thailand. De soort groeit in het lagere deel van de gematigde en hogere deel van de subtropische zone, op hoogtes tussen de 1.300 en 2.500 m.
Het is een middelgrote tot grote groenblijvende boom, die hoogtes tot 40 m kan bereiken, en een stam heeft met op borsthoogte een doorsnee van 1,5 m. De bladeren zijn als in een spiraal aan de twijgen bevestigd en hebben een ovale tot elliptische vorm. Ze worden 16-45 cm lang en 6-15 cm breed, met een scherp gekartelde rand. De bloemen zijn katjes. De vrouwelijke bloemen rijpen tot brede eikels van ongeveer 2-3 cm lang en 3-4 cm breed. De eikels groeien in concentrische napjes die uit meerdere houtige lagen bestaan.
Quercus lamellosa wordt in warmere klimaten wel als parkplant gehouden. Introductie op de Britse Eilanden tijdens de Britse overheersing van Zuid-Azië bleek alleen succesvol in de warmste delen van Zuid-Engeland en Ierland.
Gezaagdbladige eik (Q. acutissima) · 
Amerikaanse witte eik (Q. alba) · 
Japanse eik (Q. aliena) · 
Gouden eik (Q. alnifolia) · 
Californische struikeik (Q. berberidifolia) · 
Tweekleurige eik (Q. bicolor) · 
Moseik (Q. cerris) · 
Hulsteik (Q. coccifera) · 
Scharlaken eik (Q. coccinea) · 
Japanse keizereik (Q. dentata) ·  
Portugese eik (Q. faginea) · 
Steeneik (Q. ilex) · 
Californische zwarte eik (Q. kelloggii) · 
Quercus lamellosa · 
Quercus lusitanica · 
Perzische eik (Q. macranthera) · 
Mongoolse eik (Q. mongolica) · 
Moeraseik (Q. palustris) · 
Wintereik (Q. petraea) · 
Donzige eik (Q. pubescens) · 
Pyrenese eik (Q. pyrenaica) · 
Zomereik (Q. robur) · 
Amerikaanse eik (Q. rubra) · 
Kurkeik (Q. suber)